# Myiothlypis griseiceps
Myiothlypis griseiceps là một loài chim trong họ Parulidae.